# Голодомор. Україна, XX століття: Технологія геноциду
«Голодомор. Україна, ХХ століття: Технологія геноциду» — український документальний 2-серійний міні-серіал режисера Віктора Дерюгіна про Голодомор в Україні 1932—1933 років. Створений Фондом «Україна 3000» спільно із Національною телекомпанією України.

## Інформація про фільм
Фільм «Голодомор. Україна, ХХ століття: Технологія геноциду» складається з трьох серій, дві з яких були зняті 2005 року й показані у День пам'яті жертв голодоморів та політичних репресій у 2006 році по «Першому національному». Прем'єра фільму викликала значний резонанс у суспільстві, представники КПУ навіть подавали позов до прокуратури на творців фільму «за розпалювання міжнаціональної ворожнечі між братніми російським та українським народами».
У 2006 році фільм брав участь у десятому фестивалі «Відкрита ніч» та отримав «Спеціальний приз журі» у категорії «Неігровий професійний фільм (video)».
У фільмі розповідається про страшний геноцид українського народу в ХХ столітті, надаються коментарі свідків геноциду та їхніх нащадків. Стрічка базується на чималій кількості архівних матеріалів, зокрема з Державного кінофотофоноархіву ім. Г. Пшеничного.
У 2007 році вийшла третя, заключна частина трилогії під назвою «Одужання. Особистий рахунок», 24 листопада 2012 року відбулася її прем'єра на національному телебаченні. У 2008 році частина «Одужання. Особистий рахунок» зайняла перше місце у Телеконкурсі «Пам'ять нації: Голодомор (1932-33 рр.)» (3-й телефестиваль «Відкрий Україну!», 2008).

## Критика
На думку кінокритика Ігора Грабовича, у стрічці занадто багато риторики і мало історичної інформації, зокрема про механіку Голодомору та організаторів штучного голоду.